# Drac de Sant Quintí de Mediona
El drac de Sant Quintí de Mediona, pertany a la comarca de l'Alt Penedès.
La primera notícia oficial del drac de Sant Quintí de Mediona data del 1863 i es va donar a conèixer per diari barcelonès El Presente.
El drac actual va ser construït per Emili Ferrer i Joan Rafecas l'any 1954, va ser batejat per Joan Amades. Originalment era de color verd, però per els anys 70 el van pintar de color vermell i negre.
Participa en la festa major de Sant Quintí, però també fa altres sortides fora de la població segons la disponibilitat de tots els membres de la colla. Els components de la colla del drac des de l'any 1984 porten un vestuari especial vermell i negre de les tonalitats del drac.
El dia 3 de juliol de 2004 durant el sopar de germanor del 50 aniversari, es va batejar el drac de Sant Quintí de Mediona amb cava, i se li va donar el nom de Quintifoc.
L'any 2014 es va construir una rèplica de l'actual drac amb fibra de vidre, el qual li va reduir el pes a 60 kg.

## Característiques[calcitació]
- Material: Fusta d'olivera recoberta de cartó pedra
- Punts de foc: 4 a la boca, a la cua consisteix en 3 forquilles amb capacitat per a 16, 25 i 50 carretilles.
- Tracció: Carregat interiorment per 1 persona
- Components de la colla: 9 portadors i 15 timbalers